# رابرت هیمن

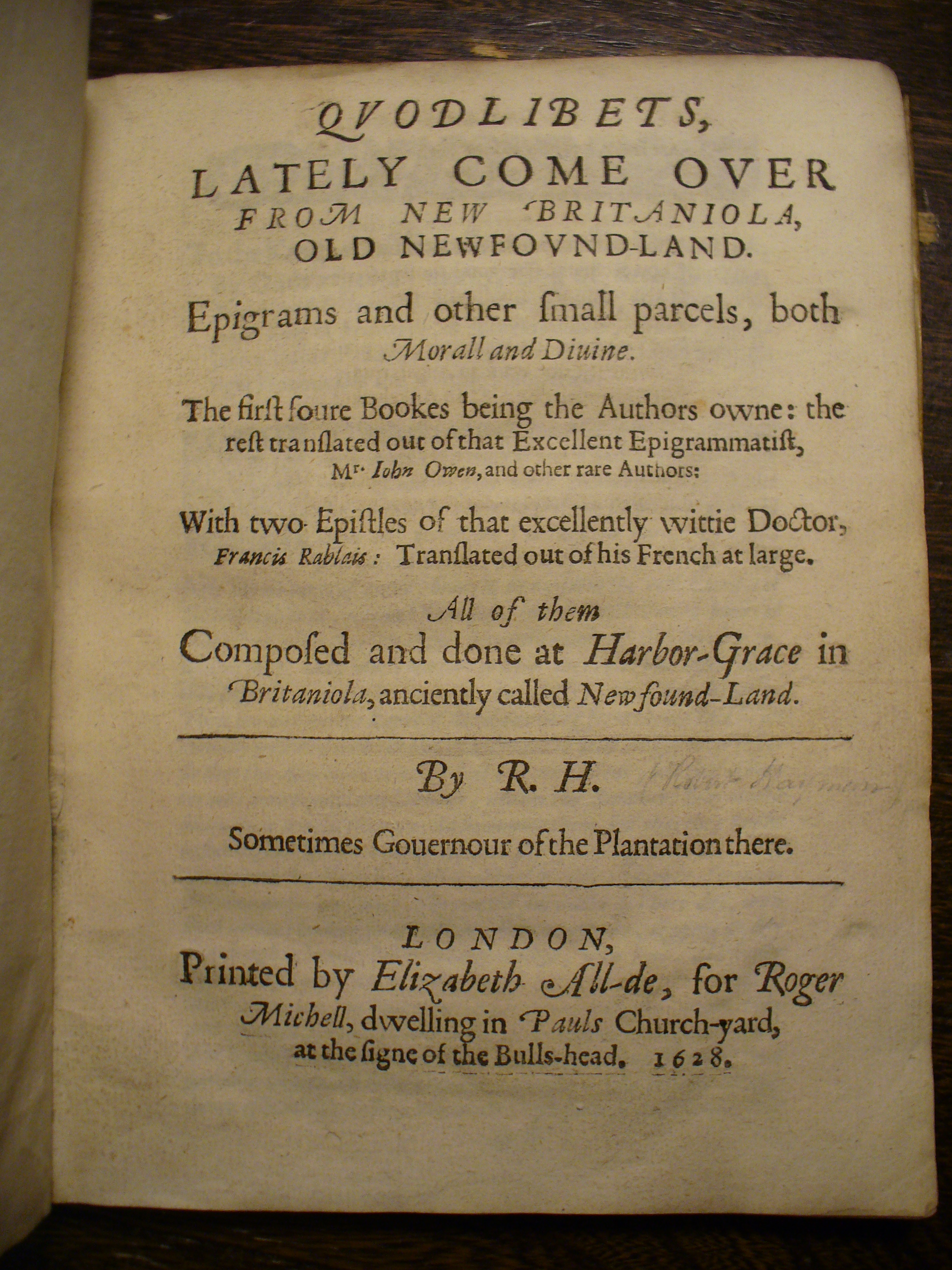
صفحه عنوان یکی از کتاب‌های رابرت هیمن به نام Quodlibets یا نکات قابل توجه

رابرت هیمن (انگلیسی: Robert Hayman؛ ۱۴ اوت ۱۵۷۵ – نوامبر ۱۶۲۹) یک شاعر و فرماندار اختصاصی مستعمره نیوفاندلند بود.
او در دانشگاه آکسفورد و دانشگاه پواتیه تحصیل کرد و در ۱۶۱۸ وقتی که انجمن تاجران ونچورز در بریستول با شاه انگلستان جیمز یکم برای ایجاد حل و فصل به توافق رسیدند به عنوان اولین و تنها فرماندار بریسلولز هوپ در نیوفاندلند منصوب شد که استان امروزی نیوفاندلند و لابرادور در کشور کانادا بخشی از آن محسوب می‌شود.